# Eugrammodes esquina
Eugrammodes esquina là một loài bướm đêm trong họ Noctuidae.